# Töretam
Töretam (kaz. Төретам; ros. Торетам Torietam) – wieś w południowym Kazachstanie, w obwodzie kyzyłordyńskim. Liczy 12 300 mieszkańców (2006). Ośrodek przemysłu spożywczego. W sąsiedztwie tego miasta położony jest kosmodrom Bajkonur, używany przez Rosyjską Federalną Agencję Kosmiczną do wysyłania m.in. satelitów i załogowych pojazdów Sojuz.